# Albert Lemieux
Albert Lemieux était un politicien et avocat du Québec.

## Biographie
Albert Lemieux est né le 23 avril 1916 à Saint-Stanislas-de-Kostka, en Montérégie. Il est le fils d'Armand Lemieux, marchand. Il fait ses études à l'École modèle de Saint-Stanislas, au Séminaire de Valleyfield et à l'Université de Montréal. Il est admis au barreau du Québec en 1941.
Il pratique le métier d'avocat à Salaberry-de-Valleyfield de 1941 à 1966. Il est nommé juge de 1966 à 1970. Il retourne ensuite à sa profession d'avocat de 1975 à 1985.
Il meurt à Salaberry-de-Valleyfield le 12 août 2003, à l'âge de 87 ans.

## Carrière politique
Lemieux s'est présenté comme candidat du Bloc populaire canadien dans la circonscription provinciale de Beauharnois aux élections québécoises de 1944 et fut élu contre Delpha Sauvé, le candidat sortant de l'Union nationale. Il ne s'est pas présenté de nouveau en 1948 .